# 越後下關站
越後下關站（日语：／ Echigo-Shimoseki eki */?）是位於新潟縣岩船郡關川村大字下關，東日本旅客鐵道（JR東日本）的米坂線車站。

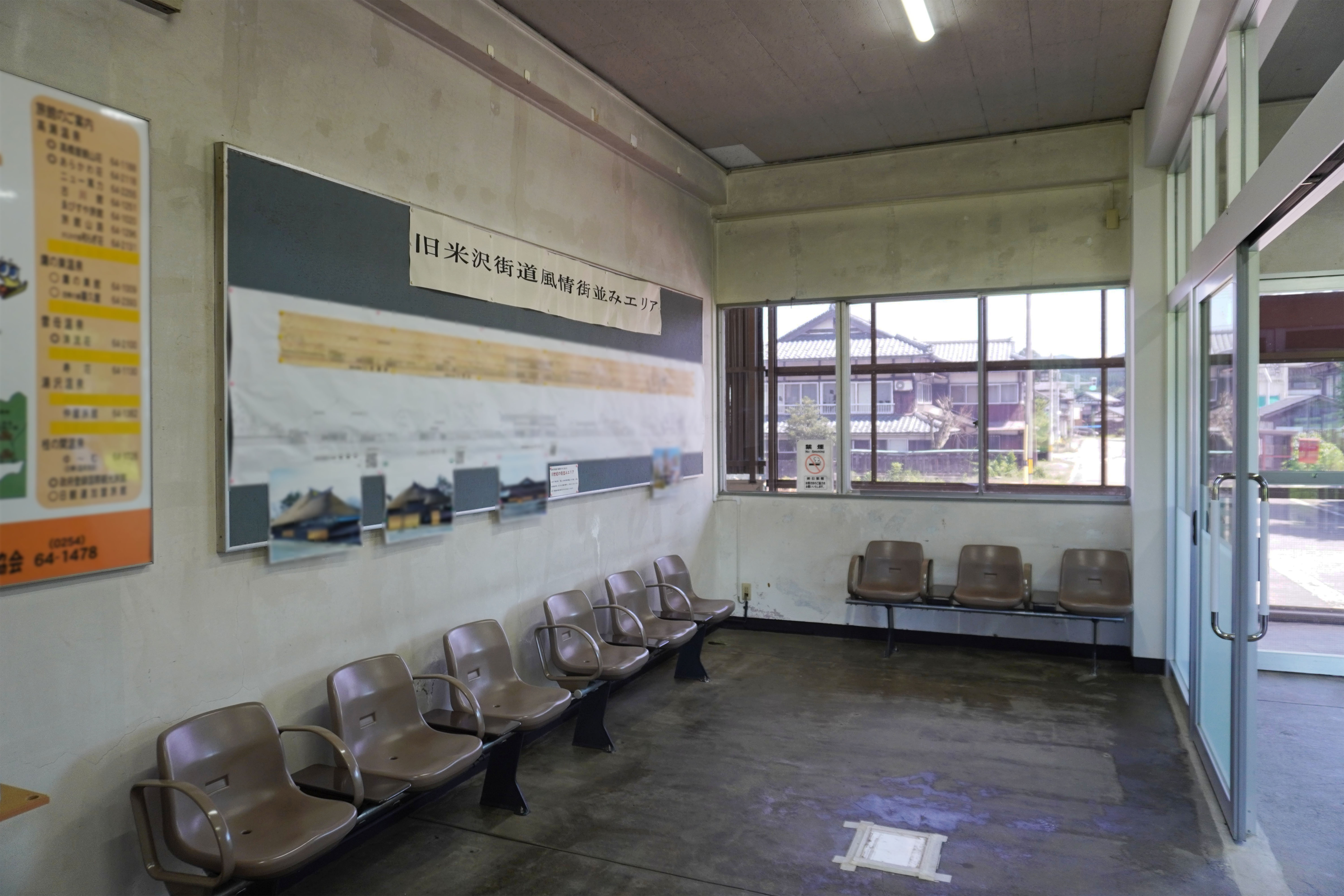
車站內部（2023年7月）

## 歷史
- 1931年8月10日：米坂西線（後來為米坂線）坂町至此站之間開通，此站啟用。
- 1933年11月30日：此站至越後金丸之間開業[1]。
- 1983年2月28日：降為業務委託車站[2]（同時CTC化）。
- 1987年4月1日：隨國鐵分割民營化，車站由東日本旅客鐵道（JR東日本）營運。
- 1995年4月1日：改為無人車站（簡易委託化）[3]。

## 車站構造

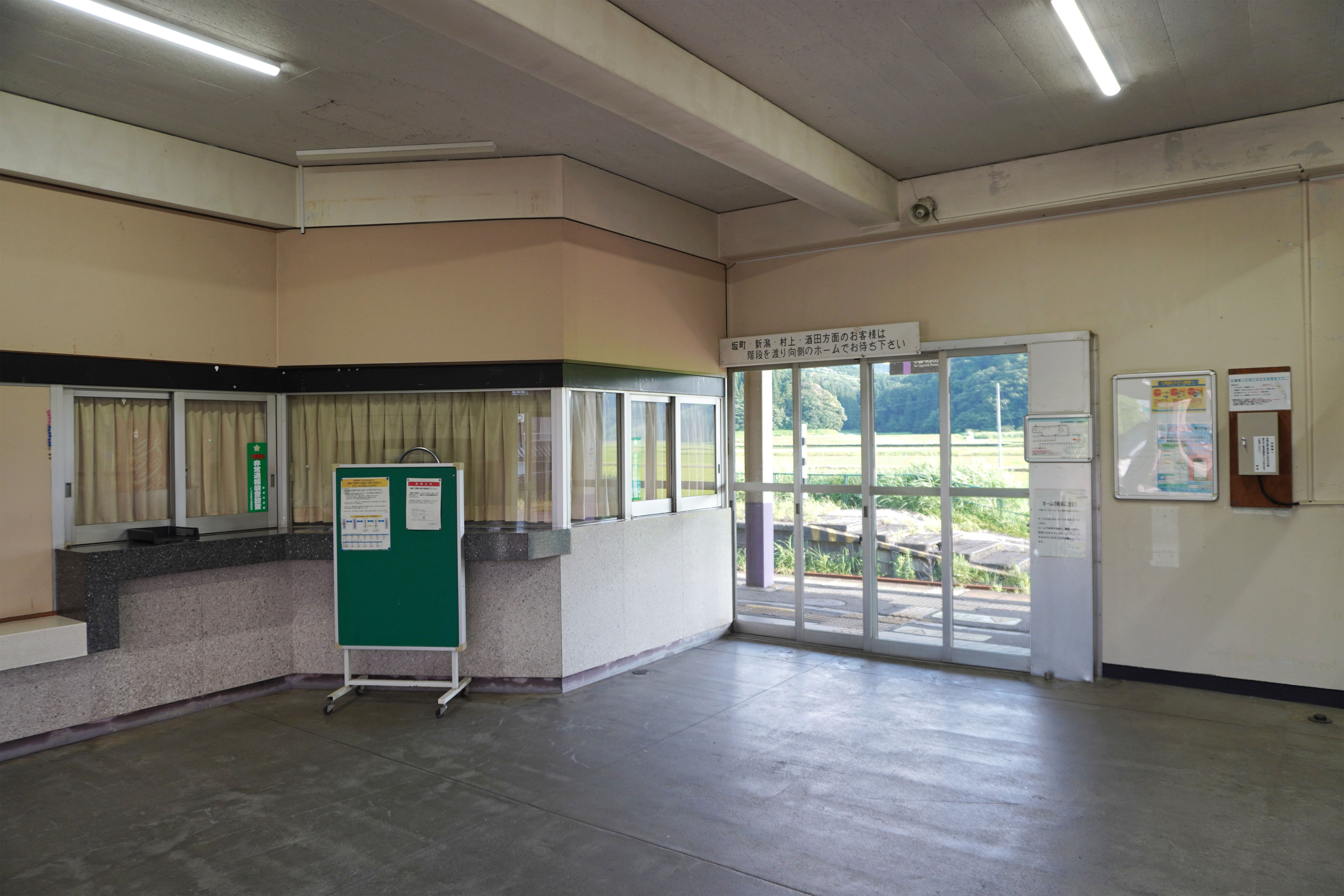
驗票口（2023年7月）

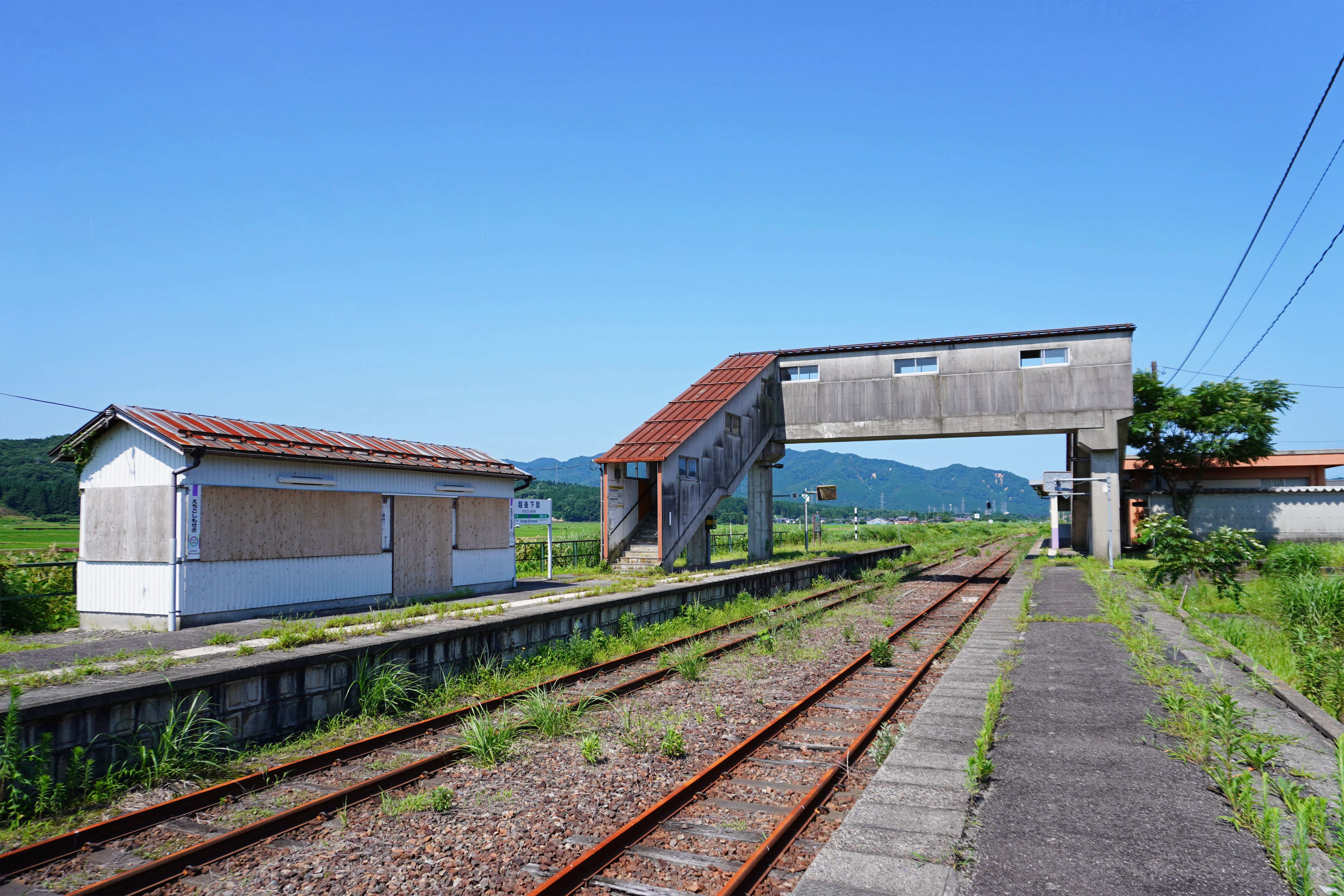
月台（2023年7月）

本站是地面車站，設有2面2線的相對式月台。各月台上設有跨線橋連接。此站是由小國站管理的簡易委託車站。現時委托了關川村負責車站業務。每日只有1人在此站當值。車站內設有售票處（營業時間 6:45 - 18:10）和廁所。

### 月台
| 月台 | 路線    | 上下行 | 方向           |
| ---- | ------- | ------ | -------------- |
| 1    | ■米坂線 | 上行   | 小國、米澤方向 |
| 2    | ■米坂線 | 下行   | 坂町方向       |

參考

## 使用狀況
根據「JR東日本」的資料，在2019年度（令和元年度）1日平均乘車人次為79人。
以下為近年乘車人次變化列表：
| 乘車人次變化       | 乘車人次變化     | 乘車人次變化    |
| 年度               | 1日平均 乘車人次 | 參考資料        |
| ------------------ | ---------------- | --------------- |
| 2000年（平成12年） | 155              | [ 利用客数 2 ]  |
| 2001年（平成13年） | 152              | [ 利用客数 3 ]  |
| 2002年（平成14年） | 151              | [ 利用客数 4 ]  |
| 2003年（平成15年） | 145              | [ 利用客数 5 ]  |
| 2004年（平成16年） | 138              | [ 利用客数 6 ]  |
| 2005年（平成17年） | 130              | [ 利用客数 7 ]  |
| 2006年（平成18年） | 121              | [ 利用客数 8 ]  |
| 2007年（平成19年） | 122              | [ 利用客数 9 ]  |
| 2008年（平成20年） | 128              | [ 利用客数 10 ] |
| 2009年（平成21年） | 118              | [ 利用客数 11 ] |
| 2010年（平成22年） | 108              | [ 利用客数 12 ] |
| 2011年（平成23年） | 110              | [ 利用客数 13 ] |
| 2012年（平成24年） | 110              | [ 利用客数 14 ] |
| 2013年（平成25年） | 109              | [ 利用客数 15 ] |
| 2014年（平成26年） | 103              | [ 利用客数 16 ] |
| 2015年（平成27年） | 98               | [ 利用客数 17 ] |
| 2016年（平成28年） | 92               | [ 利用客数 18 ] |
| 2017年（平成29年） | 90               | [ 利用客数 19 ] |
| 2018年（平成30年） | 86               | [ 利用客数 20 ] |
| 2018年（平成30年） | 79               | [ 利用客数 1 ]  |

## 車站周邊

前米澤街道的風景

此站位於關川村中心。在車站東西兩方設有前米澤街道，沿路上設有富裕的農民和商人的住宅和庭園。車站周邊設有荒川峽溫泉鄉。從車站步行5分鐘即可到達單車店和溫泉街，可於該處的「湯～單車」租賃單車。
- 道之驛關川（日语：道の駅関川）
- 關川觀光資訊中心
- 桂之關溫泉「Yu～Mu」
- 關川村公所
- 關川郵局
- 村上警署（日语：村上警察署）下關派出所
- 荒川水力電氣（日语：荒川水力電気）關川事業所
- 國道113號（日语：国道113号）
- 大石壩 - 乘車約20分鐘

## 巴士路線

關川村區域巴士路線圖（高速巴士除外）。大部分路線於星期六、日及假期暫停服務。時間表可參見新潟交通觀光巴士：下關區 。

在車站前設有新潟交通觀光巴士的「下關營業所」。截至2018年4月1日，設有以下路線行走。
- 【高速巴士】Zao號（日语：Zao号）
- 經女川 前往村上
- 經中束 前往朴坂
- 前往坂町
- 經高瀨 前往鷹之巢
- 經上關 前往金俁
- 經高瀨、小見 前往桂入口、上野新
- 經大島 前往幾地
- 經上土沢村落中心前 前往鍬江澤

## 相鄰車站
東日本旅客鐵道（JR東日本）
■米坂線
□快速「紅花」、■普通
越後片貝－越後下關－越後大島

## 注腳

### 使用狀況
1. 1 2  . 東日本旅客鉄道.   [2020-07-18]. （原始内容存档于2020-07-10） （日语）.
2. ↑  . 東日本旅客鉄道.   [2019-02-23]. （原始内容存档于2018-02-13） （日语）.
3. ↑  . 東日本旅客鉄道.   [2019-02-23]. （原始内容存档于2019-04-02） （日语）.
4. ↑  . 東日本旅客鉄道.   [2019-02-23]. （原始内容存档于2019-04-02） （日语）.
5. ↑  . 東日本旅客鉄道.   [2019-02-23]. （原始内容存档于2019-04-02） （日语）.
6. ↑  . 東日本旅客鉄道.   [2019-02-23]. （原始内容存档于2019-04-02） （日语）.
7. ↑  . 東日本旅客鉄道.   [2019-02-23]. （原始内容存档于2017-08-08） （日语）.
8. ↑  . 東日本旅客鉄道.   [2019-02-23]. （原始内容存档于2019-03-27） （日语）.
9. ↑  . 東日本旅客鉄道.   [2019-02-23]. （原始内容存档于2017-08-08） （日语）.
10. ↑  . 東日本旅客鉄道.   [2019-02-23]. （原始内容存档于2019-04-02） （日语）.
11. ↑  . 東日本旅客鉄道.   [2019-02-23]. （原始内容存档于2019-04-02） （日语）.
12. ↑  . 東日本旅客鉄道.   [2019-02-23]. （原始内容存档于2016-03-27） （日语）.
13. ↑  . 東日本旅客鉄道.   [2019-02-23]. （原始内容存档于2019-04-02） （日语）.
14. ↑  . 東日本旅客鉄道.   [2019-02-23]. （原始内容存档于2019-04-02） （日语）.
15. ↑  . 東日本旅客鉄道.   [2019-02-23]. （原始内容存档于2016-03-04） （日语）.
16. ↑  . 東日本旅客鉄道.   [2019-02-23]. （原始内容存档于2019-03-26） （日语）.
17. ↑  . 東日本旅客鉄道.   [2019-02-23]. （原始内容存档于2017-08-12） （日语）.
18. ↑  . 東日本旅客鉄道.   [2019-02-23]. （原始内容存档于2019-02-14） （日语）.
19. ↑  . 東日本旅客鉄道.   [2019-02-23]. （原始内容存档于2019-03-25） （日语）.
20. ↑  . 東日本旅客鉄道.   [2019-07-24]. （原始内容存档于2019-07-05） （日语）.

## 外部連結
- 車站資訊（越後下關）：東日本旅客鐵道（日語）